# کارتالینسکایا زاپان
کارتالینسکایا زاپان (انگلیسی: Kartalinskaya Zapan) یک شهرک در شهرستان بلورتسکی باشقیرستان کشور روسیه است.